# Bröllopsballader och rosenrim
Bröllopsballader och rosenrim med undertiteln en Gyldene Fredens bok är en vissamling av Evert Taube publicerad 1925.
Bröllopsballader och rosenrim är Taubes fjärde vissamling.

## Innehåll
1. Ett rosenkapitel (prosa)
2. Svenska kvinnans skål
3. Bröllopet (prosa)
4. Bröllopsmarsch
5. Bröllopsbesvär eller Den stora björnabalen
6. Bröllopsresan
7. Portugis
8. Göteborg
9. Färden till Siros
10. Här går stigen
11. Idyll
12. I Stagnelii lya eller Fattig än – men ändå rik
13. Al fresco
14. Bal på Skeppsholmen
15. Älskliga blommor små